# Monaghan (stad)
Monaghan (Iers: Muineachán) is een stad in Ierland. Het is de hoofdstad van gelijknamige graafschap Monaghan gelegen aan de grens met Noord-Ierland. Monaghans bevolking bedroeg volgens de volkstelling van 2006 7.811 inwoners. De stad is gelegen aan de N2, de weg van Dublin-Noord naar Derry en Letterkenny. Het is een centrum voor de houtindustrie. De stad is zetel van het rooms-katholieke bisdom Clogher.
Monaghan huisvest een van de belangrijkste bluesfestivals van Ierland, het Harvest Time Blues Festival, dat jaarlijks plaatsvindt in september.

## Geboren
- Paul McLaughlin (1979), Iers voetbalscheidsrechter